# Justitia Regnorum Fundamentum díj
A 2007-ben az ombudsman által alapított díjat az országgyűlési biztosok a kiemelkedő emberi helytállás, szakmai tevékenység elismeréseként adják át azon személyeknek, aki az emberi és állampolgári jogok, a kisebbségi jogok védelme, az információs szabadság és adatvédelem területén példaértékű eredményt értek el. Minden országgyűlési biztos évente egy-egy díjat adományozhat. A díjat elsőként 2007. június 20-án az ombudsmani intézmény megalakulásának (az első biztosok megválasztásának napja) évfordulóján adták át.
A „Iustitia Regnorum Fundamentum”, azaz „Az igazság a birodalom alapja” I. Ferenc magyar király, osztrák császár jelmondata volt.

## Díjazottak
| Díjazott                                                            | Indoklás                                                  | Díjazó                                         |
| ------------------------------------------------------------------- | --------------------------------------------------------- | ---------------------------------------------- |
| Vecsei Miklós, a Magyar Máltai Szeretetszolgálat ügyvezető alelnöke | A hajléktalanokért tett erőfeszítéseiért.                 | Lenkovics Barnabás, Állampolgári jogok biztosa |
| Dénes Balázs, a Társaság a Szabadságjogokért elnöke                 | Az információs jogok területén kifejtett erőfeszítéséért. | Péterfalvi Attila, Adatvédelmi Biztos          |
| Berkes Béla, a Roma Sajtóközpont újságírója                         | A diszkriminációs esetek felkutatásáért.                  | Kaltenbach Jenő, Kisebbségi jogok biztosa      |

| Díjazott                                                        | Indoklás                                                                       | Díjazó                                    |
| --------------------------------------------------------------- | ------------------------------------------------------------------------------ | ----------------------------------------- |
| Kőszeg Ferenc, a Magyar Helsinki Bizottság nyugalmazott elnöke  | Az emberi jogokért való felszólalásáért.                                       | Szabó Máté, az állampolgári jogok biztosa |
| Majtényi László, az Országos Rádió és Televízió Testület elnöke | A magyar adatvédelem alapvető kereteinek kialakításáért.                       | Jóri András, adatvédelmi biztos           |
| Balogh Attila, az MTI újságírója                                | A kisebbségi közösségek aktuális problémáiról, eseményeiről való tudósításért. | Kállai Ernő, a kisebbségi jogok biztosa   |

| Díjazott                                   | Indoklás                                                                      | Díjazó                                    |
| ------------------------------------------ | ----------------------------------------------------------------------------- | ----------------------------------------- |
| Könczei György, egyetemi tanár             | A fogyatékossággal élő emberek helyzetének javításáért, kutatói munkásságért. | Szabó Máté, az állampolgári jogok biztosa |
| Varró Szilvia, a Magyar Narancs újságírója | A kisebbségi közösségek helyzetét bemutató tényfeltáró, oknyomozó írásaiért.  | Kállai Ernő, a kisebbségi jogok biztosa   |

| Díjazott                                                                                       | Indoklás                                                                                      | Díjazó                                                |
| ---------------------------------------------------------------------------------------------- | --------------------------------------------------------------------------------------------- | ----------------------------------------------------- |
| Radoszáv Miklós, a Fővárosi Területi Gyermekvédelmi Szakszolgálat általános igazgatóhelyettese | A gyermekvédelem területén kifejtett több évtizedes kiemelkedő tevékenységéért.               | Szabó Máté, Állampolgári jogok biztosa                |
| Bodoky Tamás, tényfeltáró újságíró                                                             | A közérdekű adatok nyilvánossága terén végzett tevékenységéért.                               | Jóri András, Adatvédelmi biztos                       |
| Kindler József, a BKE Környezetgazdaságtani és technológiai tanszékének a professzora          | A korszerű társadalomtudományi módszerek magyarországi megismertetéséért és elismertetéséért. | Fülöp Sándor, A jövő nemzedékek országgyűlési biztosa |

| Díjazott                                                                   | Indoklás | Díjazó                                                |
| -------------------------------------------------------------------------- | --- | ----------------------------------------------------- |
| F. Nagy Zsuzsa, a Környezeti Tanácsadó Irodák Hálózatának (Kötháló) elnöke | A környezetvédelmi és környezeti nevelési tevékenységéért, különösen a környezeti tanácsadás fejlesztése terén. | Fülöp Sándor, A jövő nemzedékek országgyűlési biztosa |
| K-Monitor Egyesület                                                        | A tényfeltáró újságírás területén és a korrupció ellen vívott küzdelemben folytatott munkásságáért.             | Jóri András, Adatvédelmi biztos                       |
| Sólyom László, volt köztársasági elnök                                     | A kisebbségi közösségekért végzett tevékenységét, kiállásáért.                                                  | Kállai Ernő, a kisebbségi jogok biztosa               |

| Díjazott | Indoklás | Díjazó                                                |
| --- | --- | ----------------------------------------------------- |
| Kalas György, a Reflex Környezetvédő Egyesület jogtanácsosa                                                                      | Az egészséges környezethez való alapvető jog védelme és a környezetvédelem területén végzett tevékenységéért.                       | Szabó Máté, az állampolgári jogok biztosa             |
| Dr. Lehoczkyné Dr. Kollonay Csilla, az ELTE és CEU tanára                                                                        | A munkajog és szociális jogok területén végzett tevékenységéért.                                                                    | Fülöp Sándor, A jövő nemzedékek országgyűlési biztosa |
| Berki Judit, a Nógrád Megyei Cigány Kisebbségi Képviselők és Szószólók Szövetségének szakmai vezetője és a Bátonyterenyei Tanoda | A rászorulók – különösen a roma gyermekek – helyzetének javításáért, az esélyegyenlőség megteremtéséért folytatott tevékenységéért. | Kállai Ernő, a kisebbségi jogok biztosa               |